# VMHC Pollux
Vlaardingse Mixed Hockey Club Pollux is een hockeyclub uit Vlaardingen. De hockeyclub werd op 12 oktober 1940 opgericht door een vijftal dames van de huishoudschool. Bij de oprichting heette de club aanvankelijk D.K.S. (De Kromme Stok).
In 1942 werd het echt een mixed hockey club toen de heren erbij kwamen. Er kon alleen op de zaterdag gespeeld worden in het Oranjepark. Later trok D.K.S. in bij voetbal vereniging VFC en kon daardoor ook op de zondag spelen. Aan het eind van de oorlog lag de competitie stil. Toen de ellende eenmaal achter de rug was, kon men weer naar hartenlust gaan hockeyen.
In 1953 mocht men van de onderbond geen onderafdeling meer zijn van VFC. Daarom vertrok men naar het Shellsportpark "de Vijfsluizen”. D.K.S. bleef echter een open vereniging. Weer later verhuisde men naar het sportcomplex aan de Claudius Civilislaan. Daar maakte de club als hoogtepunten het eerste kampioenschap van het eerste heren elftal en de opening van het nieuwe clubhuis mee. Toen D.K.S. zich inschreef bij de Koninklijke Nederlandse Hockey Bond (KNHB) bleek dat een andere vereniging ook al de naam D.K.S. had. D.K.S. moest dus naar een andere naam gaan zoeken en zo ontstond uiteindelijk de naam "Pollux”.

## Overzichtslijsten

### Bekende en prominente oud-spelers
- Karlijn Petri
- Robert Tigges
- Ivo Opstelten
- Ferry Nefkens